# 과천시

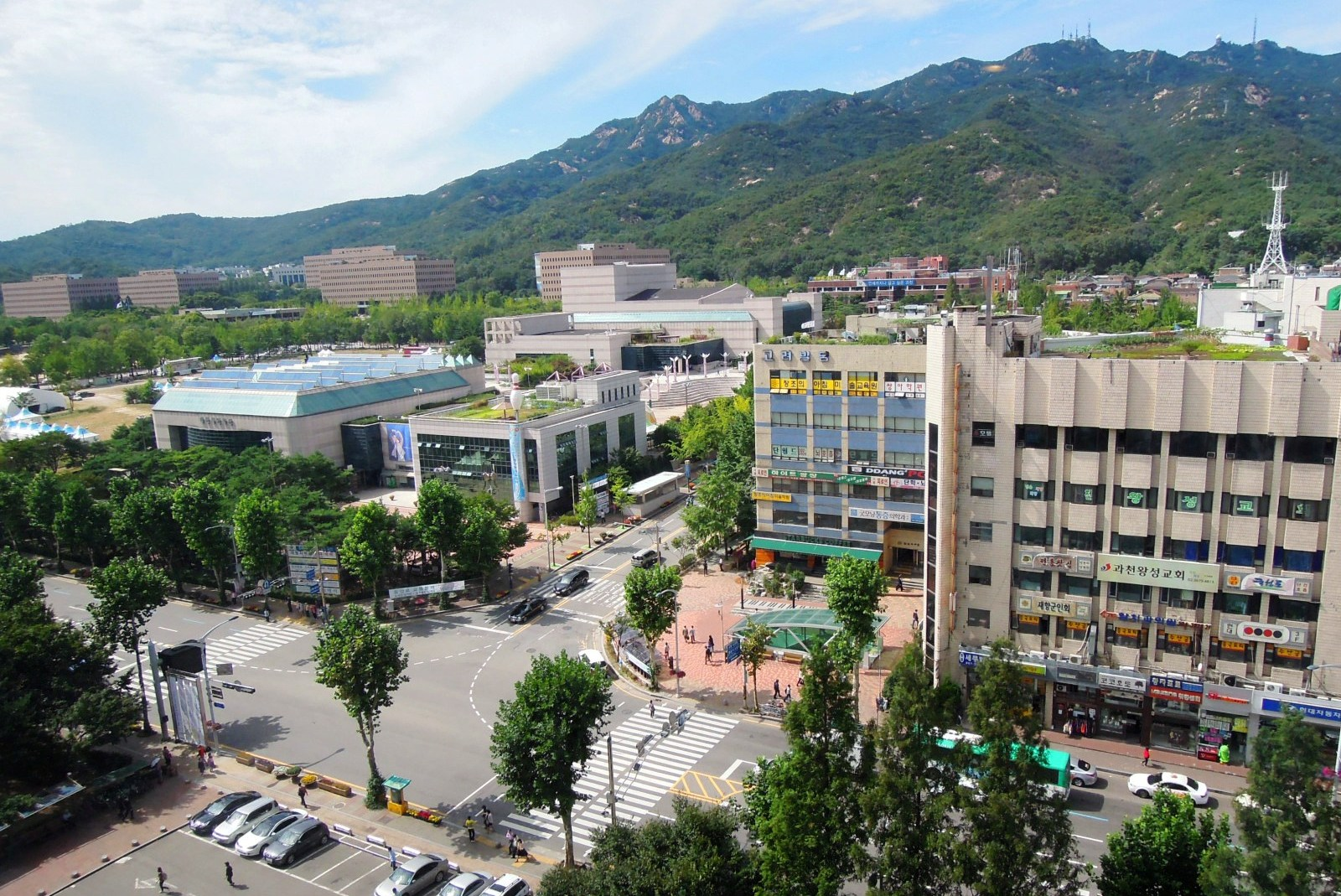
과천시청 주변 모습

과천시(果川市)는 대한민국 경기도 중부에 위치한 시이다. 북쪽으로 관악산(632m), 우면산(293m)을 경계로 서울특별시 관악구, 서초구와 접하고, 청계산(618m)을 경계로 동쪽으로는 성남시 수정구, 남서쪽으로는 안양시 동안구, 남쪽으로는 매봉산(369m)을 경계로 의왕시와 접한다. 서울대공원과 서울경마공원, 국립과천과학관 등의 문화시설이 있으며, 정부과천청사가 위치한다. 시목은 밤나무, 시화는 철쭉, 시조(市鳥)는 비둘기, 시의 동물은 말 등이다.
과천시 출범 전인 1982년에 정부제2청사가 준공되었고 1982년 정부 부처들을 시작으로 1985년에 당시 시흥군 과천면 과천출장소 일반 전화 가입자들까지 단계적으로 서울 통화권(02)으로 편입되어, 광명시와 더불어 시 전역이 서울특별시의 02 지역 번호를 공용한다. 따라서 경기도의 031 지역번호를 쓰지 않는다.

## 역사
475년 고구려 장수왕 63년 율목군이라고 칭하였고, 757년 신라 경덕왕 때는 한산주 율진군이 되었고, 940년 고려 태조 때는 과주로 바뀌었다. 1018년 고려 현종 때는 과주현으로, 1413년 조선 태종 때는 경기도 광주목에 속한 과천현으로 개칭되었다. 1895년 5월 26일 경기도 과천군으로 변경되었고, 1914년 시흥군에 흡수되어 지금의 과천시 일대(종전의 과천군 군내면과 동면 주암리)는 시흥군 과천면이 되었다.
1963년 건설부 고시에 의해 1990년까지 서울특별시 도시계획구역에 편입되었으며, 1979년 경기 과천지구 지원사업소가 설치되었다. 1982년 과천출장소가 설치되었다.
1982년에 정부제2청사가 준공되어 1997년에 정부과천청사로 개명되었으며 2012년까지 기획재정부 등 경제 부처를 중심으로 7개의 중앙 부처가 위치하였다.
1985년 8월 1일 시외전화요금 수입 감소, 이미 서울 통화권으로 편입된 광명시, 고양군 신도읍(현 고양시 덕양구 일부), 광주군 서부면 일부(현 하남시 일부)를 제외한 다른 경기도 지역과의 형평성 문제 등과 같은 숱한 논란에도 불구하고 정부서울청사 및 청와대와의 연락 용이 차원에서 종래 안양 통화권(지역번호 0343) 지역이었던 과천면 지역이 서울 통화권(지역번호 02)으로 편입되었다.
1985년 8월 19일 내무부는 과천면을 1986년 1월 1일에 시로 승격시키겠다고 발표하였고 1986년 1월 1일 시흥군 과천면 일원에 과천시가 설치되었다.
2012년 말부터 정부과천청사의 정부 기관 대부분이 정부세종청사로 이전하였다. 과천청사에는 법무부, 공무원 교육원 등이 남으며, 정부의 서울·경인 지역 지방청들이 입주할 계획이다.
2023년 4월 29일 갈현동이 갈현동, 원문동으로 분동하였다.

## 지리
과천은 경기도 중서부에 위치한 중소 도시로 북쪽으로는 서울특별시 관악구, 서초구와 접해있으며, 남서쪽으로는 경기도 안양시, 동쪽으로는 성남시, 남쪽으로는 의왕시와 경계를 접하고 있다.
기반암은 대부분이 호상 편마암으로 이루어져 있으나, 양재천과 막계천 연안에는 충적지가 널리 발달하였다. 주요 산으로는 서쪽에 629m의 관악산, 응봉(鷹峰:348m), 동쪽으로 청계산(618m) 등이 솟아 있다. 관악산과 청계산은 북쪽에 있는 구룡산(306m), 우면산(293m)과 함께 북으로는 서울특별시, 서쪽으로는 안양시, 동쪽으로는 성남시, 남쪽으로는 의왕시와 경계를 이룬다. 북동쪽에는 한강의 지류인 양재천이 흐르고, 양재천 양안에는 범람원이 발달하였다.
과천시의 면적은 35.86 km2로 대한민국에서 구리시에 이어 두 번째로 면적이 좁고, 대한민국 국토 면적의 0.036%, 경기도 면적의 0.35%를 차지하고 있으며, 과천시 전체 면적의 85.4%인 30.64 km2가 개발제한구역이다. 추후 과천지식정보타운, 3기신도시 과천지구, 과천주암공공지원민간임대주택공급촉진지구 등의 개발로 인해서 그린벨트 면적이 점점 줄여질 계획이다.

## 행정 구역

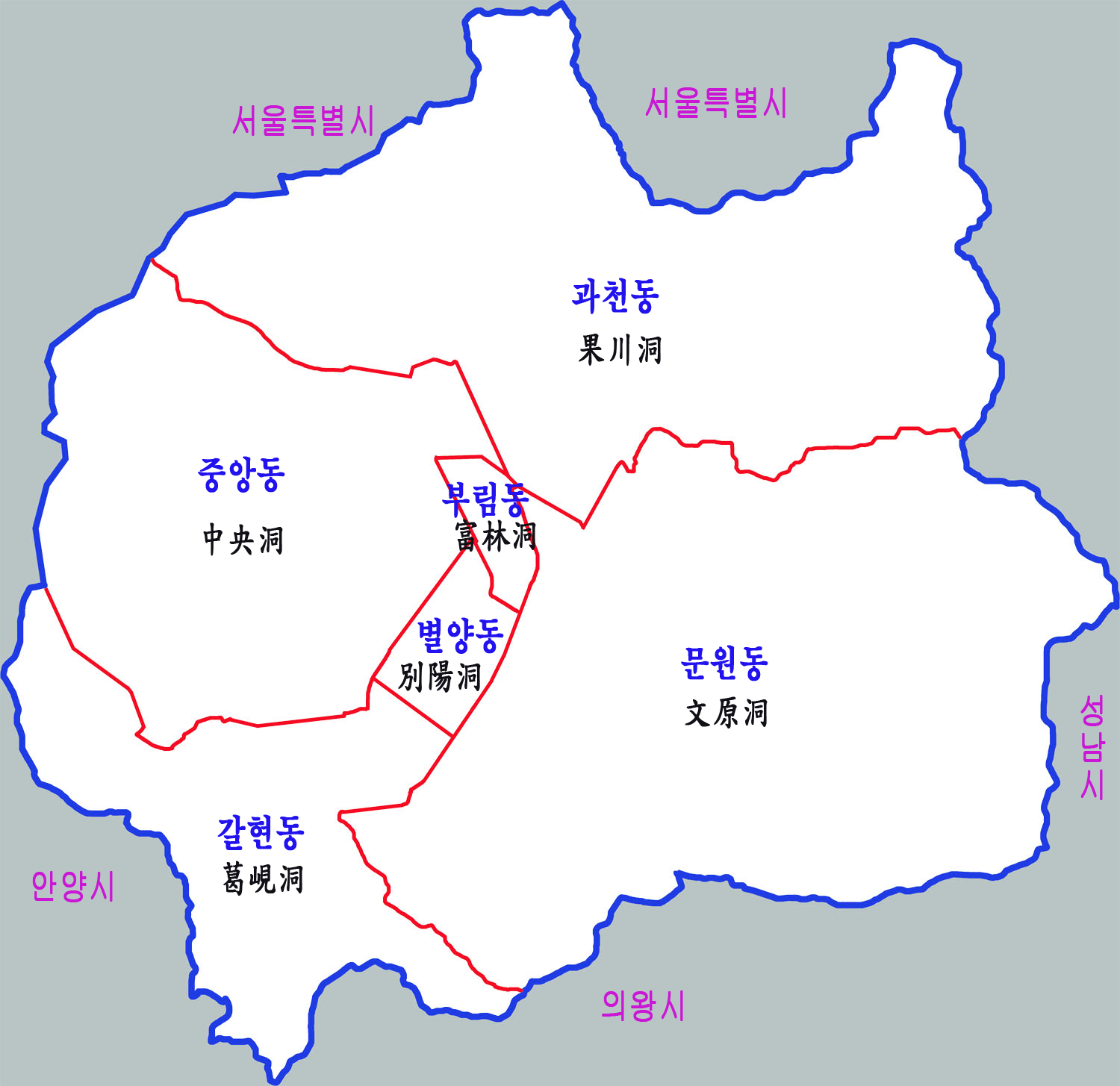
과천시 행정구역

과천시의 행정 구역은 7개의 행정동으로 구성되어 있다. 면적은 35.86 km2이고, 인구는 2020년 6월 말 주민등록 기준으로 6만1309 명, 2만2631 가구이다.
| 행정동 | 한자   | 면적 (km2) | 인구 (명) | 세대   |
| ------ | ------ | ---------- | --------- | ------ |
| 중앙동 | 中央洞 | 6.99       | 10,384    | 3,745  |
| 갈현동 | 葛峴洞 | -          | -         | -      |
| 원문동 | 元文洞 | -          | -         | -      |
| 별양동 | 別陽洞 | 0.68       | 10,413    | 3,641  |
| 부림동 | 富林洞 | 0.37       | 11,673    | 4,202  |
| 과천동 | 果川洞 | 10.77      | 9,826     | 4,461  |
| 문원동 | 文原洞 | 12.69      | 8,011     | 3,053  |
| 과천시 | 果川市 | 35.86      | 61,309    | 22,631 |

 * 인구·세대는 2020년 6월 30일 기준, 면적은 2012년 12월 31일 기준

### 인구 구조와 추이
과천시는 2010년 12월 말 기준으로 0~14세 인구는 18.6%, 65세 이상 인구는 8.8%이다. 생산연령층인 15~64세 인구는 72.6%로 전국평균 72.8%보다 비율이 낮고, 유소년인구부양비는 25.6%로 전국 평균인 22.8%보다 높고, 노년인구부양비는 12.2%로 전국 평균인 14.5%보다 낮다. 여자 인구 100명당 남자 인구를 나타내는 성비는 96.4로 여자가 다소 많다. 과천시의 인구는 2009년 1월에 7만 명을 넘었으나, 2015년 5월에 6만명 대로 줄어든 후 2017년 4월에는 6만 명 아래로 줄어들었다가 2020년 5월에 다시 6만명 대로 회복하였다.

#### 과천시의 연도별 인구(내국인) 추이
| 연도   | 총인구   | 비고          |
| ------ | -------- | ------------- |
| 1980년 | 16,074명 | 시흥군 과천면 |
| 1985년 | 65,100명 | 과천출장소    |
| 1990년 | 72,325명 |               |
| 1995년 | 68,005명 |               |
| 2000년 | 66,592명 |               |
| 2005년 | 56,587명 |               |
| 2010년 | 66,319명 |               |

## 시청
- 현재 시청 소재지는 중앙동이다.

## 문화·관광
- 서울대공원[9]

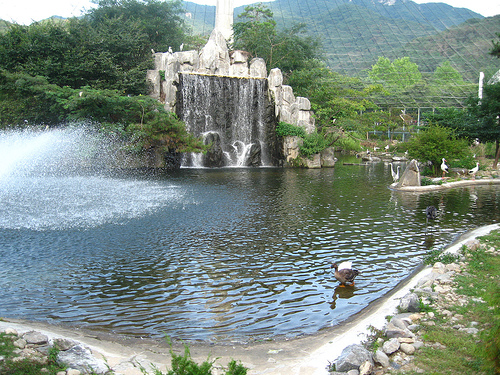
서울대공원

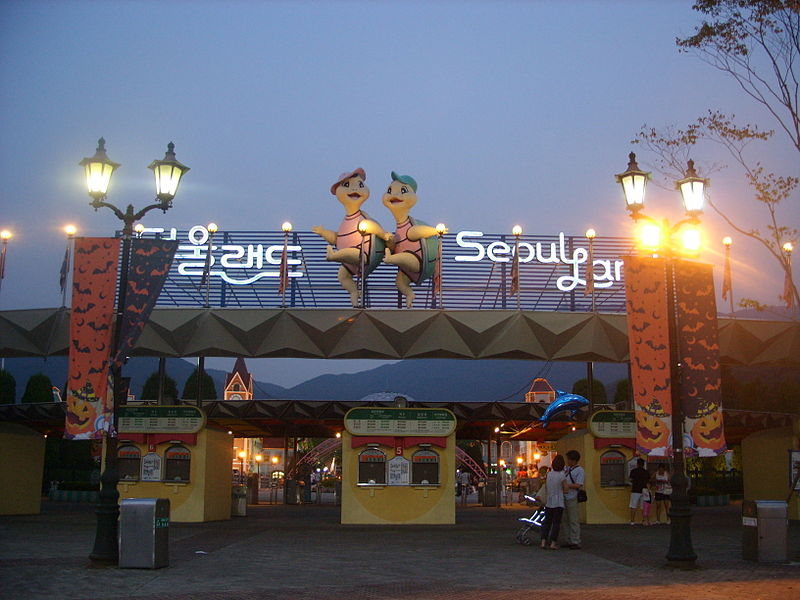
서울랜드

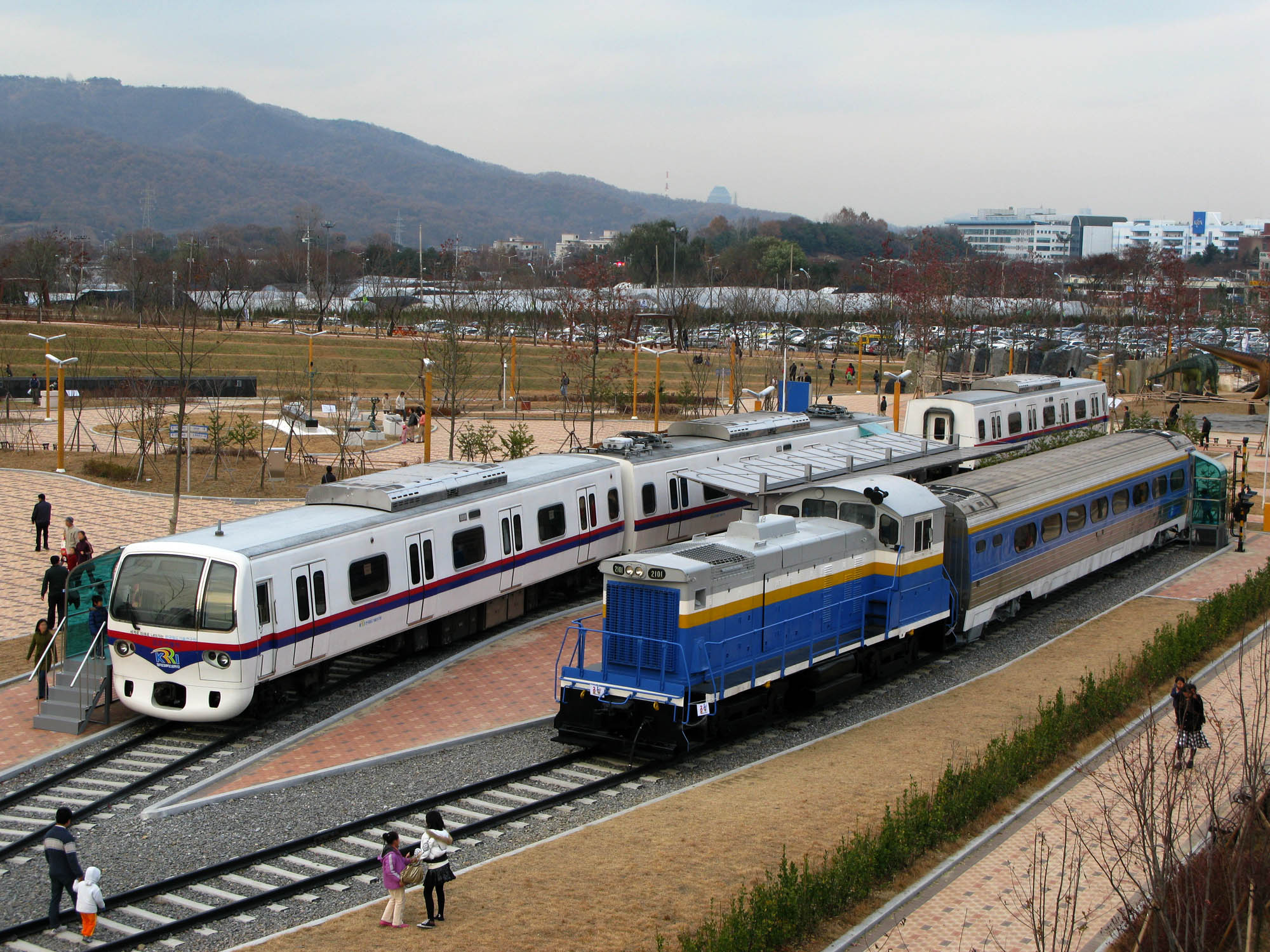
과천과학관

서울대공원은 과천시 청계산 막계동에 있는 공원으로, 한국에서 가장 큰 동물원과 식물원이 있다. 놀이공원인 서울랜드와 더불어 서울·수도권 시민들이 일일 나들이에 나서는 과천의 대표적인 명소다.
- 서울랜드[10]

서울랜드는 과천시 막계동에 있는 테마파크이다. 세계의 광장, 모험의 나라, 환상의 나라, 미래의 나라 및 삼천리 동산 등 각각 독특한 주제를 갖춘 위락 시설을 다양하고 체계적으로 설치하여 1988년 5월 서울올림픽을 앞두고 문을 열었다. 1994년 과천선(서울 지하철 4호선) 개통과 더불어 대공원역을 통한 서울대공원의 동·식물원, 산림욕장, 국립현대미술관 등과 연계한 이용이 점차 활성화되어 현재는 수도권 시민들의 일일 나들이 장소가 되었다. 해마다 튤립, 벚꽃, 국화 등 화려한 꽃 축제를 개최한다. 그리고 전시 이벤트 등을 도입하여 지속적으로 변화를 꾀하고 있으며, 특히 야간 개장에 따른 쇼를 도입하여 방문객들에게 즐거움을 주는 야간 휴식 공간이 되고자 노력하고 있다.
- 국립과천과학관[11]

국립과천과학관은 과천시 상하벌로에 위치한 과학관으로, 과학기술자료를 수집·조사·연구하여 이를 보존·전시하며, 각종 과학기술교육프로그램을 개설하여 과학기술지식을 보급하는 시설로서 교육과학기술부 소속이며 관장은 고위공무원 나급(2~3급 상당)이다. 2008년 11월 14일 개관하였다.
- 렛츠런파크 서울[12]

렛츠런파크 서울은 과천시 주암동 685에 위치한 경마장이다. 전 이름은 서울 경마공원으로, 한국마사회가 1989년 9월 1일에 개장하였고, 약 7만여 명을 수용할 수 있는 관람대 2개소를 비롯하여 가족공원과 승마장, 마사박물관 등 다양한 시설을 갖고 있으며 주말에는 6만명이 넘는 관람객이 방문하고 있다.
- 국립현대미술관[13]

국립현대미술관은 대한민국 최대의 미술관으로, 1969년 경복궁 소전시관에서 개관한 것을 시작으로 1973년 덕수궁 석조전으로 이관하였으며, 1986년 현 위치로 한 번 더 이관하였다. 문화체육관광부 소속으로 관장은 고위공무원 나급(2~3급 상당)이며 2006년 과천 청사 개관 20주년을 맞아 직제 개정 및 경영 혁신을 통한 행정형 책임운영기관으로의 전환을 모색하고 있다. 서울랜드, 서울대공원과 함께 수도권 시민들의 일일 나들이 코스로 교육, 문화의 장이 되고 있다. 서울특별시 종로구 삼청동의 옛 기무사령부 터에 서울분관이 있다.
- 과천향교(경기도지정 문화재 제9호)
- 연주대(경기도지정 기념물 제20호]

기암절벽에 자리잡은 암자로 해발 629m지점에 있다.
- 추사박물관[14]
- 남태령

## 교육 기관

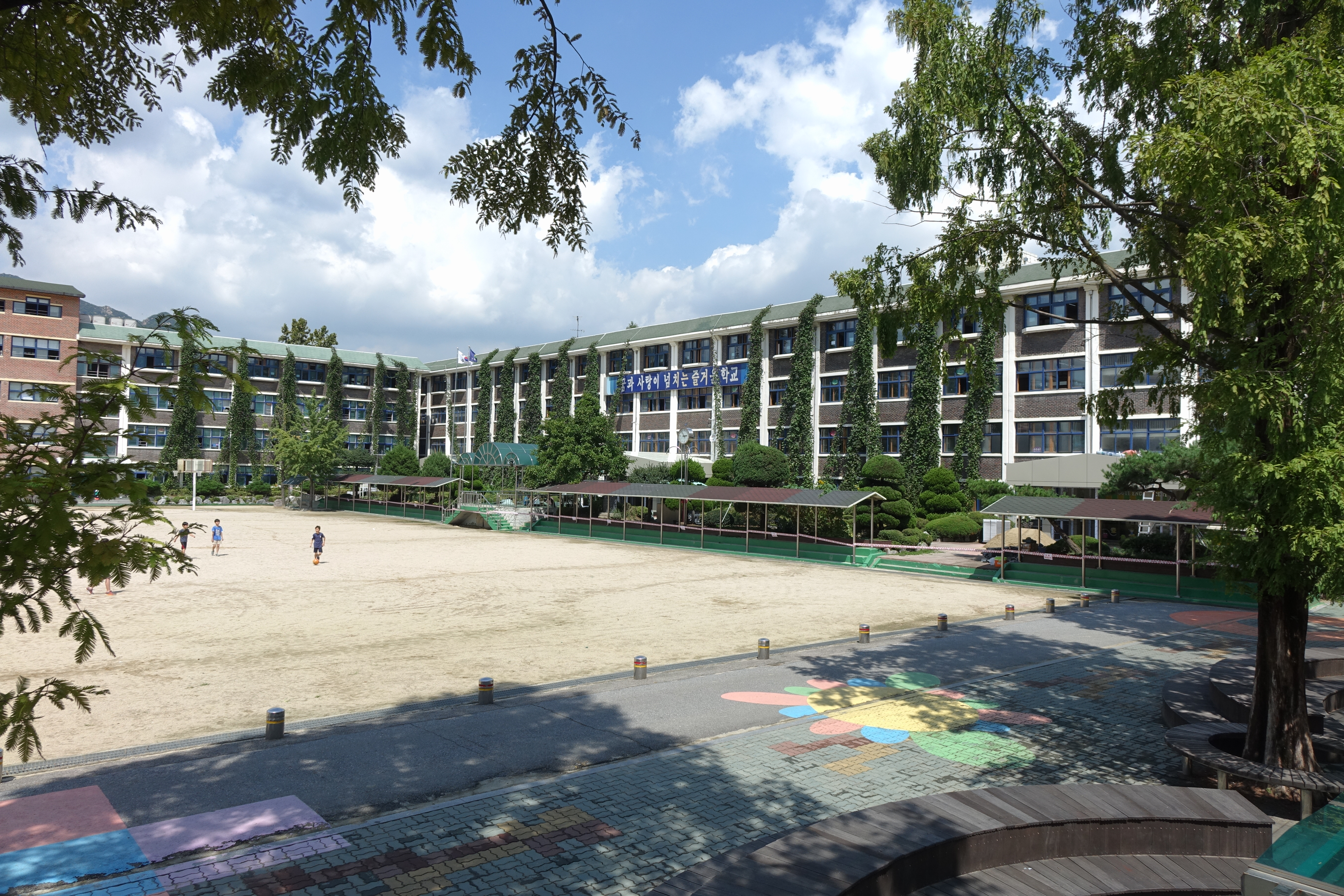
청계초등학교

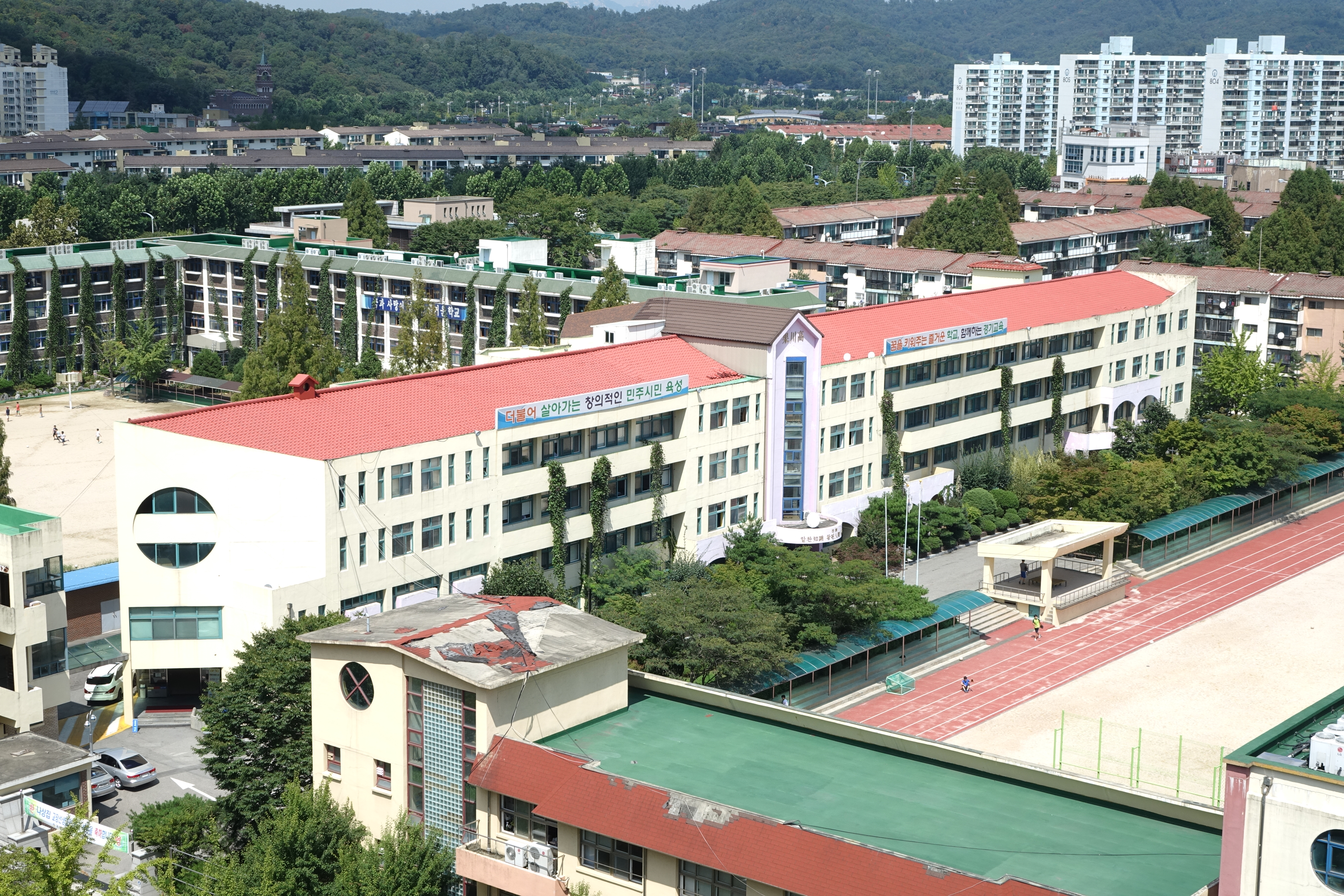
과천고등학교

- 대학원대학교

|  | - 구세군사관대학원대학교 |

- 고등학교

|  | - 과천고등학교 - 과천여자고등학교 | - 과천중앙고등학교 | - 과천외국어고등학교 |

- 중학교

|  | - 과천중학교 | - 과천문원중학교 |

- 초등학교

|  | - 청계초등학교 | - 문원초등학교 | - 관문초등학교 | - 과천초등학교 |

## 교통

### 도로
- 고속도로 : 제2경인고속도로 (북의왕 나들목)
- 국도 : 국도 제47호선
- 지방도 : 지방도 제309호선 (과천우면산도시고속화도로, 과천봉담도시고속화도로)

### 철도
- 한국철도공사
  - ● 수도권 전철 4호선
(안양시) ← 정부과천청사역 - 과천역 - 대공원역 - 경마공원역 - 선바위역 → (서울특별시 서초구)

### 버스
많은 타 지역 버스가 과천대로와 중앙로를 경유하며, 과천시 면허의 시내버스 회사인 과천여객과 마을버스 회사인 과천운수가 존재한다.

#### 버스 업체
시내버스
| 업체명   | 대표자 | 위 치      |
| -------- | ------ | ---------- |
| 과천여객 | 장정훈 | 문원동 142 |

마을버스
| 업체명   | 대표자 | 위 치      |
| -------- | ------ | ---------- |
| 과천운수 | 장정훈 | 문원동 142 |

## 주요 기관
- 정부과천청사
- 중앙선거관리위원회
- 한국마사회
- 과천경찰서
- 과천소방서

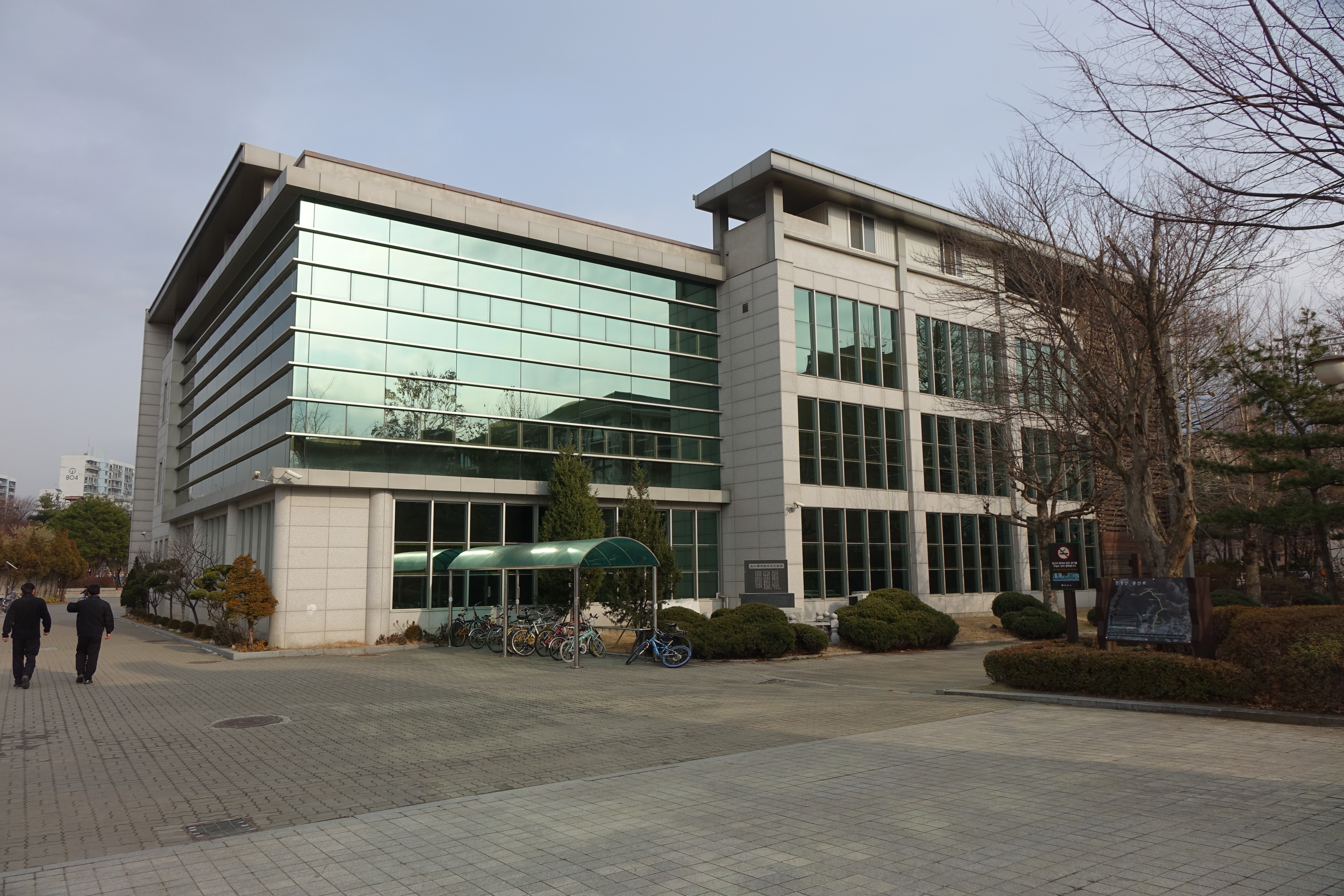
경기도립과천도서관

- 과천시시설관리공단 - 과천시민회관 빙상장은 피겨스케이팅 선수 김연아의 연습 장소였다.
- 경기과천교육도서관
- 과천시정보과학도서관
- 문원도서관
- 과천문화원
- 과천시청소년수련관 보관됨 2018-04-09 - 웨이백 머신
- 관문체육공원
- 문원체육공원

## 자매 도시
| 지역 & 국가 | 도시                             | 도시                  |
| ----------- | -------------------------------- | --------------------- |
| 대한민국    | 강원도                           | 동해시                |
| 대한민국    | 경상남도                         | 통영시                |
| 대한민국    | 전라남도                         | 장성군                |
| 대한민국    | 충청남도                         | 예산군                |
| 일본        | 와카야마현                       | 니시무로군 시라하마정 |
| 중국        | 광시 좡족 자치구(广西壮族自治区) | 난닝시(南宁市)        |
| 캐나다      | 앨버타주                         | 에어드리 (1997)       |

## 사진

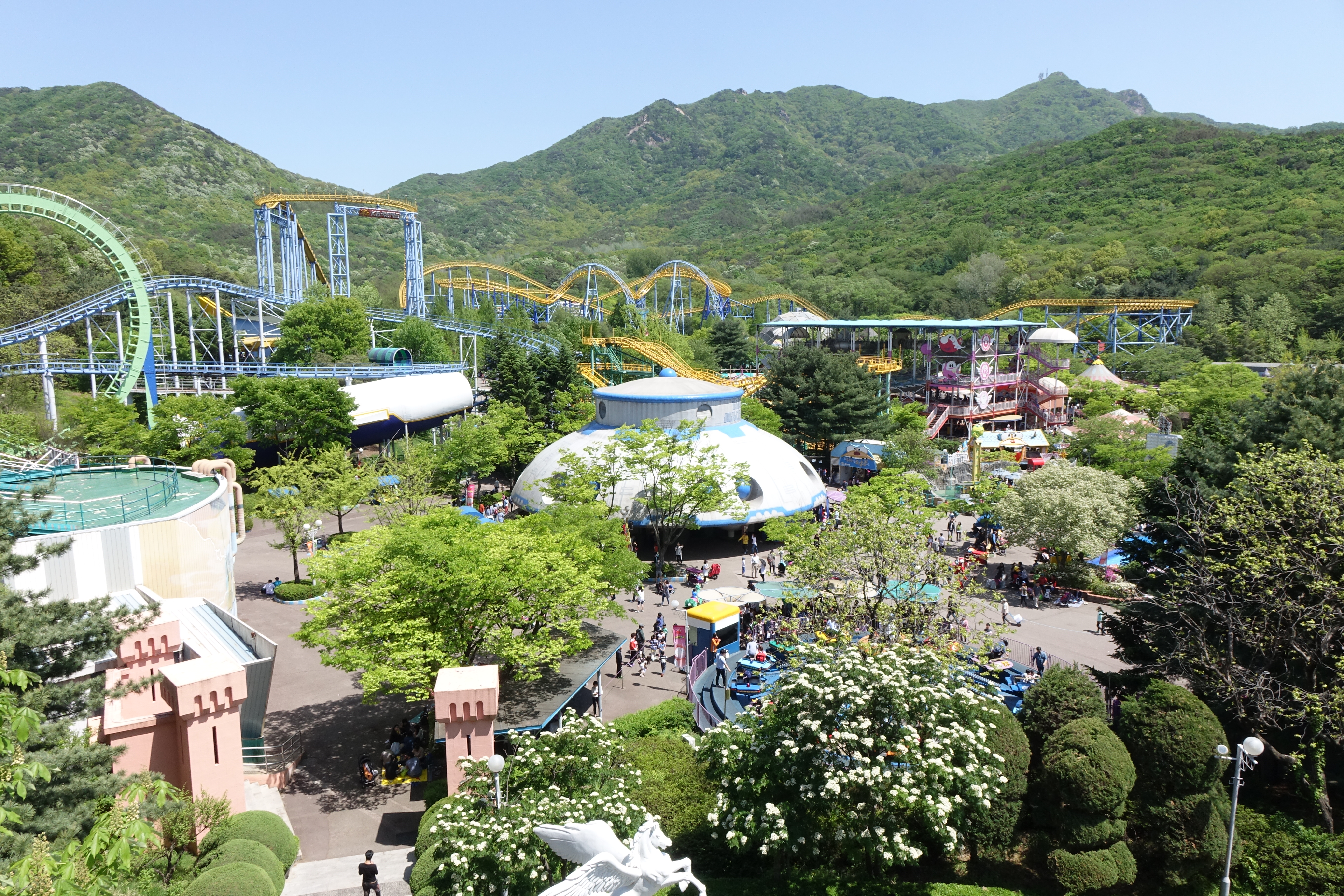
서울랜드
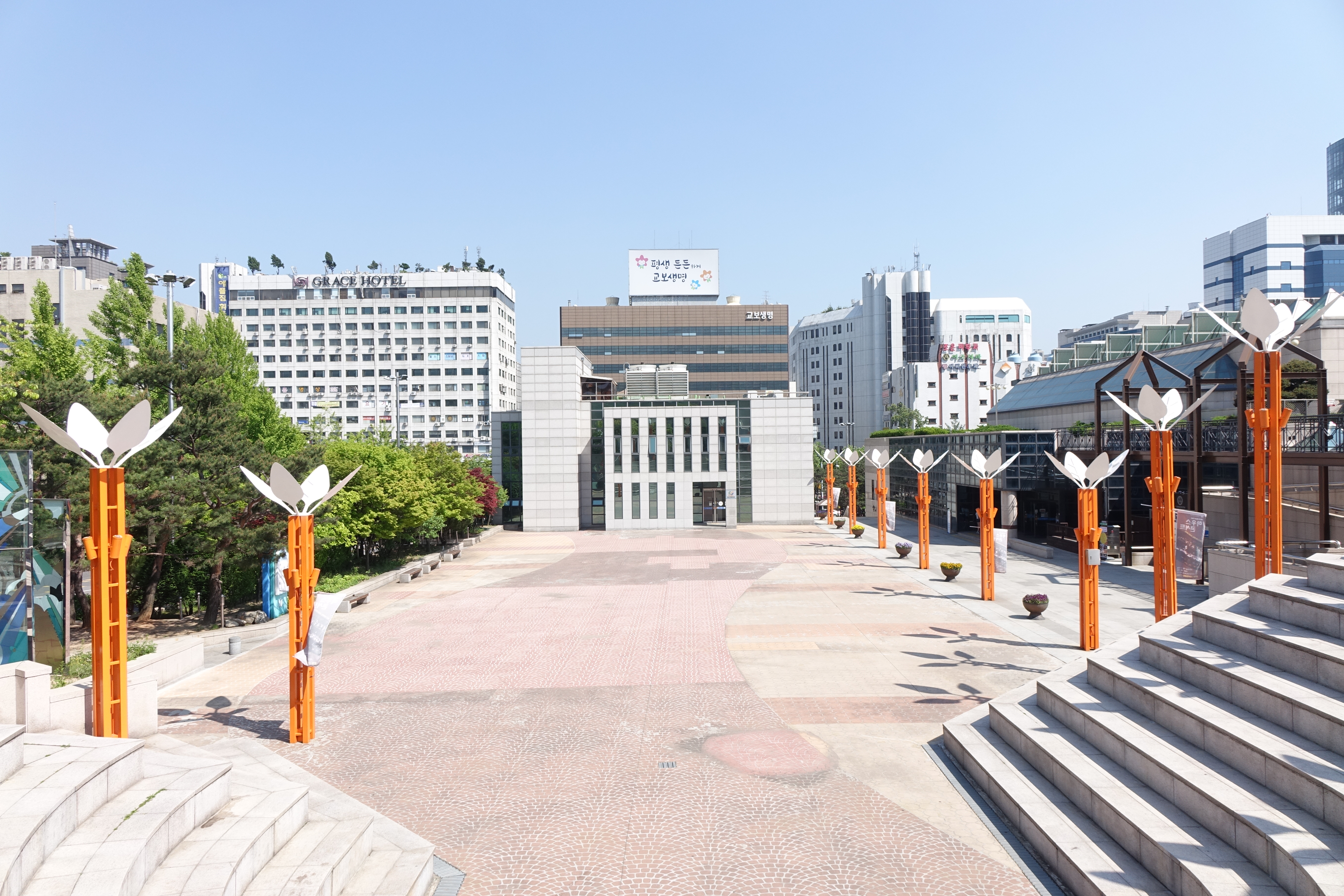
시민회관
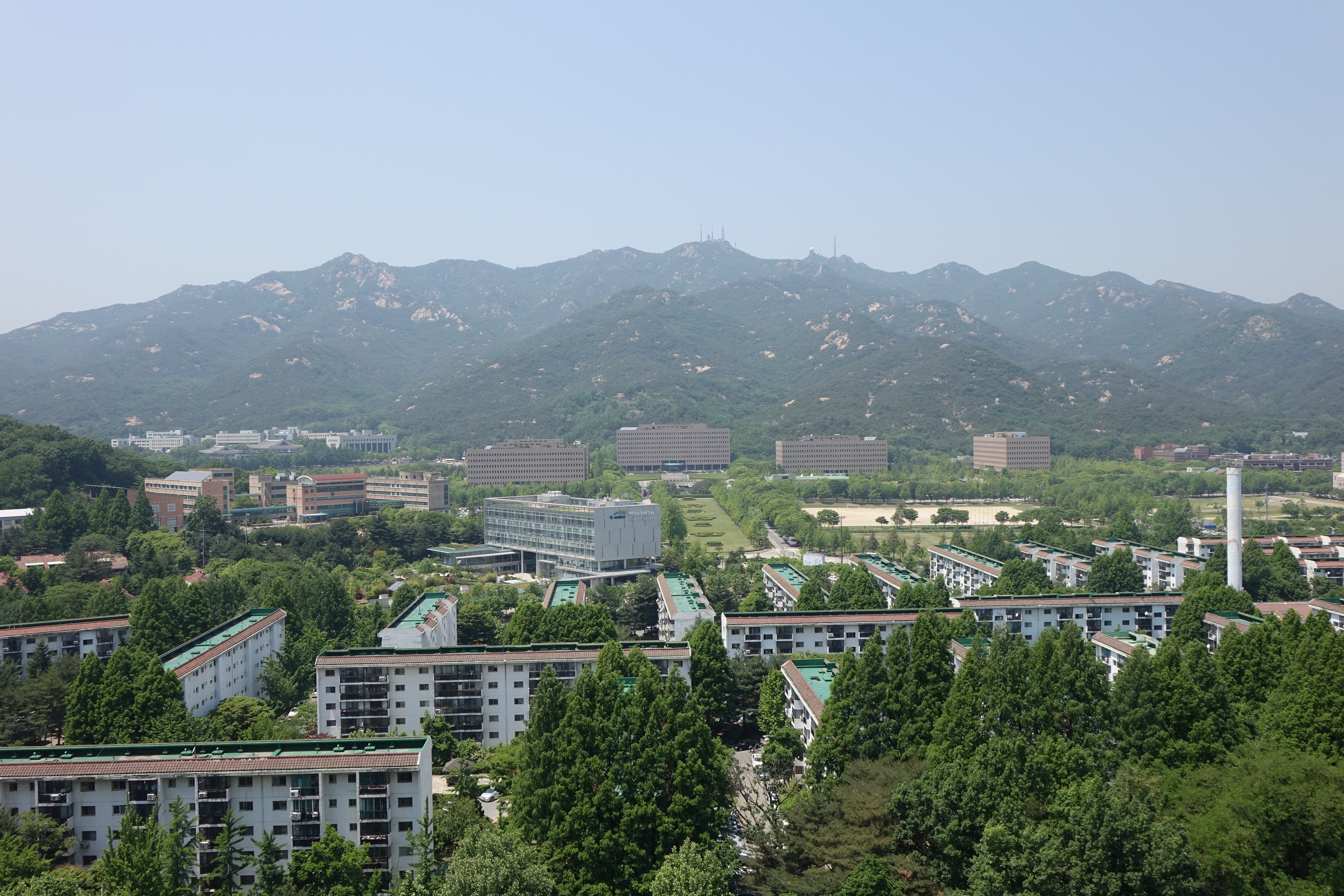
정부과천청사
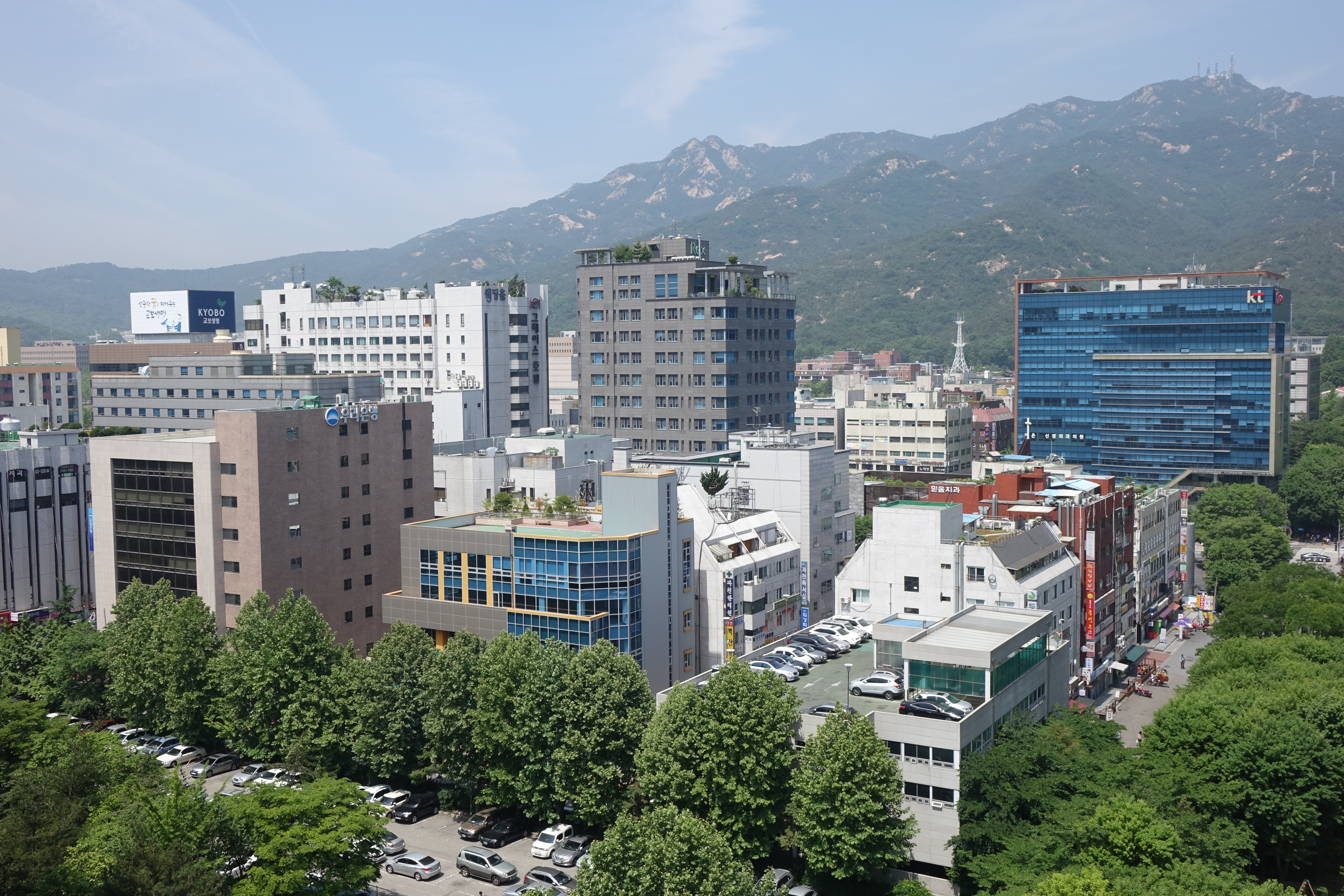
시내전경

## 같이 보기
- 굴다리시장
- 청계산 갱매폭포